# Cullen stipulaceum
Cullen stipulaceum là một loài thực vật có hoa trong họ Đậu. Loài này được (Decne.) J.W.Grimes miêu tả khoa học đầu tiên.